# Корсукова, Лидия Петровна
Лидия Петровна Корсукова — советский хозяйственный и политический деятель.

## Биография
Родилась в 1939 году в селе Петрокаменском. Член КПСС с 1965 года.
Образование среднее.
В 1955—2000 гг. — пошившица обуви цеха номер 6 Свердловского производственного объединения «Уралобувь».
Избиралась депутатом Верховного Совета СССР 10-го созыва. Делегат XXV съезда КПСС.
Почётный гражданин города Свердловска (1981).
Умерла в 2018 году в Екатеринбурге. Похоронена на Восточном кладбище.

## Награды
- Орден Ленина (1966)
- Орден Трудового Красного Знамени (1976)